# Acide phloroglucinique
L'acide phloroglucinique ou acide 2,4,6-trihydroxybenzoïque est un composé organique aromatique dérivé de l'acide benzoïque et du phloroglucinol ((1,3,5-trihydroxybenzène). Il est constitué d'un cycle benzénique substitué par un groupe carboxyle et par trois groupes hydroxyle, aux position 2, 4 et 6 , et est donc  l'un des six isomères de l'acide trihydroxybenzoïque.
L'acide phloroglucinique est notamment produit par Pseudomonas fluorescens.
Acinetobacter calcoaceticus lorsqu'elle se développe sur les cultures absorbe la (+)-catéchine comme sa seule source de carbone, la dégrade en acide phloroglucinecarboxylique et l'excrète,.
L'acide phloroglucinique a également été détecté dans le vin.